# Isekai
Isekai (異世界? lit. „o altă lume”) este un sub-gen al fanteziei japoneze  a cărei intrigă se învârte, în principal, în jurul unui personaj normal, care este transportat sau prins într-un univers paralel. Deseori, acest univers există deja în lumea protagonistului ca o lume imaginară, dar fără ca acesta să o cunoască neapărat. Acest nou univers poate fi o lume virtuală, precum în Sword Art Online, sau o lume total diferită în cazul în care doar protagonistul are o amintire a vieții sale anterioare, ca în Yojo senki: Saga of Tanya the Evil. Acesta poate fi, de asemenea, ca în log Horizon și Overlord, o lume odată virtuală care se transformă într-o lume reală. Unele opere din literatura occidentală,cum ar fi Alice în Țara Minunilor și Vrăjitorul din Oz, pot fi, de asemenea, considerate exemple de gen.

## Istorie
Poveștile despre « transition de monde » (異界転移 Isekai ten'i?)  au apărut pentru prima oară în epoca Kojiki dar, când Haruka Takachiho și-a publicat romanul cu influențe ale fanteziei occidentale în 1975, subgenul isekai adăugând elemente de invocare a început să ia amploare  . Primele titluri care ar putea fi descrise drept isekai includ El Hazard, Fushigi Yugi, Vision of Escaflowne sau Digimon Adventure, în care protagoniștii rămân similari ca la început, aflându-se doar într-o lume diferită  ,  . 
Este destul de comun în zilele noastre ca operele acestui gen să-și facă debutul pe site-uri personalizate, fiind publicate ca o serie web, Sword Art Online (SAO) de Reki Kawahara este un exemplu notabil care a devenit un adevărat succes internațional fiind adaptat în nuvelă și anime  ,  . În plus, franciza .hack a fost una dintre primele care a prezentat conceptul de isekai într-o lume virtuală, pe care SAO a adoptat-o ca temă pentru seria sa Aincrad  . În urma succesului uriaș al acestei lucrări, lucrările pe tema isekai au crescut rapid, printre altele fiind postate pe site-uri de publicare romane precum Shōsetsuka ni narō, contribuind astfel la creșterea adaptărilor din nuvelă în anime  . 
Genul a devenit atât de popular încât în 2016, un concurs de nuvele  japoneze, o colaborare între Bungaku Free Market și Shōsetsuka ni narō a interzis orice candidatură în privința isekai  . Editorul Kadokawa a interzis, de asemenea, povești isekai în propriul  său concurs de light novels din 2017  . 

## Caracteristici
Sub-genul poate fi caracterizat prin îndeplinirea unei dorințe, persoana transportată fiind adesea un NEET, un hikikomori sau un jucător de jocuri video. În noua lor lume fantezistă, personajele pot avea succes folosind perspective care nu au contat prea mult în lumea lor reală sau perfecționându-și abilitățile de joc, printr-o interfață de joc la care sunt singurele la care pot să aibă acces  ,  . Puterea lor poate fi extrem de variabilă, variind de la imense abilități magice care depășesc pe toți, ca în Isekai maō to shōkan shōjo no dorei majutsu , până la relativ slabe, precum în Re: Zero, unde protagonistul nu câștigă nicio putere specială, în afară de capacitatea sa de a supraviețui morții într-un tip de buclă temporală  . 
Deși protagonistul unui isekai este de obicei un „erou ales”, serialul Drifters a reușit și el să subverteze subgenul. Personajele din lumea fanteziei sunt generali istorici și alți războinici, și sunt mult mai brutale decât locuitorii acestei lumi , și Tensei shitara slime datta ken, protagonistul revine la viață sub formă de slime, în loc de om . Unele povești implică, de asemenea, persoane care se reîncarnează în obiecte de obicei neînsuflețite, cum ar fi un onsen sau o sabie magică  ,  . 
Majoritatea personajelor principale ale isekai mor într-un mod necunoscut, în timp ce accidentele rutiere sunt a doua cauză a deceselor lor  . 
Există două categorii principale în cadrul isekai  : 
- Isekai tensei(異世界転生 Reîncarnare într-o altă lume) înseamnă orice activitate în care personajul principal moare și renaște sub masca unei alte persoane, păstrând în același timp cunoașterea vieții sale anterioare [17] , [18] . Mushoku Tensei este un exemplu, protagonistul (Rudeus Greyrat) păstreându-și amintirile și conștiința vieții sale anterioare imediat după reîncarnare [19] . Dar reînnoirea memoriei nu este neapărat imediată, cum ar fi Watashi, nōryoku wa heikinchi al capului itta yo ne! unde protagonistul nu își recuperează amintirile de altădată decât după ce a trăit câțiva ani în noua sa viață [20] .

- Isekai ten'i(異世界転移 Tranziția într-o altă lume) este numele dat lucrărilor ai căror protagoniști sunt trimiși în timpul vieții lor într-o altă lume într-un fel sau altul [17] , [18] . Care este cazul lui Re: Zero și [[{{{2}}}]]⁠([[:Grimgar, le Monde des cendres et de fantaisie:{{{2}}}|Grimgar, le Monde des cendres et de fantaisie]])[le Monde des cendres et de fantaisie&page=%7B%7B%7B2%7D%7D%7D&targettitle=%7B%7B%7B2%7D%7D%7D traduceți]    , unde personajele sunt brusc proiectate într-o altă lume [21] , [22] . Câteva lucrări, precum Isekai Shokudō  explorează legătura dintre lumea reală și lumea cealaltă și fac din această confruntare tema lor principală [23] , [24] .

- Invocația(召喚 Shōkan) este o temă destul de recurentă în Isekai. Intrigile anumitor opere sunt astfel marcate de un protagonist care este invocat în altă lume de cineva [17] . Invocarea este uneori distinctă de Ten'i [1] . Zero no tsukaima și The Rising of the Shield Hero pot fi citate ca exemple [25] , [26] .

Cu toate acestea, aceste două categorii nu sunt antitetice. Este posibil să vedem povești al căror personaj principal a murit în lumea reală, păstrându-și identitatea și aspectul atunci când și-a schimbat lumea, precum în Konosuba! și Isesuma.  ,  .

## Vezi și
- Manga
- Fantezie
  - Fantezie înaltă
- Reîncarnare
- Invocare
- Călătoria lui Chihiro

## Legături externe
- ja  „Chronologie des light novel fantaisistes sur le thème de l'isekai”. Accesat în 20 iunie 2018.